# Halima Bashir
Halima Bashir, född 1979, är en sudanesisk-brittisk läkare, författare och människorättsaktivist. Hon är känd för att ha gjort människorättsbrott under Darfurkonflikten kända.

## Biografi
Halima Bashir kommer från en relativt välbärgad familj i det mörkhyade Zaghawa-folket, hemmahörande i sydvästra Sudan, och uppmuntrades av sin familj att studera. År 2003 blev hon allmänläkare, som den första i sin by. Som läkare fick hon rykte om sig att behandla även de mer mörkhyade människorna från den södra halvan av landet, och hon klargjorde att hon ansåg att alla sudaneser hade rätt till vård på lika villkor. För myndigheterna var detta en problematisk hållning, och hon blev snart omplacerad till en vårdcentral i fattiga Mazhkabad i norra Darfur.
Där mötte hon 2004 kvinnliga lärare och elever från en flickskola som utsatts för en attack av Janjawidmilisen. I stort sett alla kvinnor, även flickor så unga som åtta år, hade misshandlats och våldtagits av milisen. Våldtäkterna syftade sannolikt till att skrämma bort sydsudaneser från regionen. Bashir berättade för FN:s personal om övergreppen, och blev några veckor senare bortförd av milisen, misshandlad och våldtagen under flera veckor innan hon till slut släpptes.
Senare blev hennes hemby överfallen av regeringsmilisens helikoptrar, varvid hennes pappa dödades. Hennes övriga familjemedlemmar saknas sedan attacken, och Bashir misstänker att de klarat sig men håller sig gömda. Själv gick hon 2005 i brittisk landsflykt, där hon bosatte sig i London och lever under skyddad identitet med make och två barn (2008 erhöll de brittiskt medborgarskap).
År 2008 gav hon, tillsammans med journalisten Damien Lewis, ut boken Tears of the Desert, där hon berättar om vad hon sett och upplevt. Hon mottogs samma år av president George W. Bush i Vita huset, och under året vann hon också Victor Gollanz Human Rights Prize.
År 2010 tilldelades hon Anna Politkovskaja-priset för sitt arbete med att informera om situationen i Darfur.